# Ouasim Bouy
Ouasim Bouy (Amsterdam, 11 giugno 1993) è un ex calciatore olandese naturalizzato marocchino, di ruolo centrocampista.

## Caratteristiche tecniche
Mancino naturale, è un interno sinistro di centrocampo predisposto alla fase offensiva e agli inserimenti, sebbene possa giocare in tutti i ruoli a centrocampo, come dimostra il suo saltuario impiego come regista e, più raramente, da trequartista.

## Carriera

### Club

#### Gli inizi all'Ajax
Comincia nelle giovanili del Zeeburgia, prima di essere ingaggiato dall'Ajax. Con i lancieri, a partire dal 2010, alterna presenze tra l'Ajax A1 e lo Jong Ajax, segnando in totale 18 gol (15-3) in 35 partite (26-9). A gennaio partecipa alla preparazione invernale della prima squadra in Brasile, ormai pronto al debutto secondo l'allenatore Frank de Boer.

#### L'approdo alla Juventus e il prestito al Brescia
Viene però acquistato dalla Juventus nella sessione invernale del mercato nel 2012, con cui firma un triennale che lo lega al club torinese fino al 30 gennaio 2015. Gioca la parte finale di stagione con la primavera con cui vince il Torneo di Viareggio 2012.
La stagione successiva viene ceduto in prestito al Brescia per una stagione, consigliato da Fausto Rossi, all'epoca giovane di proprietà della Juventus. Con le rondinelle segna all'esordio nella sconfitta con lo Spezia, anche se poi trova poca continuità nonostante le 17 presenze.
A febbraio subisce un grave infortunio nell'amichevole con la Primavera che ha comportato la rottura del crociato anteriore destro che mette fine alla sua stagione.

#### L'esordio con la Juventus
Una volta tornato al club bianconero partecipa alla prima parte della stagione nelle file della primavera per recuperare dall'infortunio, ed esordisce in prima squadra in Coppa Italia contro l'Avellino, subentrando al 68º minuto di gioco al posto di Kwadwo Asamoah.

#### I prestiti all'estero
A gennaio viene ancora ceduto in prestito, all'Amburgo, per fare ulteriore esperienza. Anche nel club tedesco trova poco spazio, giocando solo tre partite in campionato e una nella Coppa di Germania.
Il 28 luglio 2014 passa in prestito al Panathīnaïkos.
Nelle battute finali della sessione estiva del calciomercato 2015, viene ceduto in prestito al PEC Zwolle dove gioca una stagione da titolare.

#### Il ritorno alla Juventus e il prestito al Palermo
Il 1 luglio 2016, fa nuovamente ritorno alla Juventus, prendendo parte alla preparazione nel centro sportivo di Vinovo, in attesa di una nuova collocazione. Il 26 agosto passa in prestito con diritto di riscatto al Palermo.

#### PEC Zwolle
Il 31 gennaio 2017 viene ufficializzato il suo ritorno in prestito al PEC Zwolle fino al termine della stagione.

#### Leeds ed Al Kharitiyath
Il 2 agosto 2017, senza aver mai collezionato nessuna presenza in Serie A con la maglia della Juventus, lascia definitivamente la società bianconera per firmare un quadriennale con il Leeds, club militante in Championship, la seconda divisione del campionato inglese. Al termine della stagione 2020-2021, dopo due anni e nessuna presenza, rimane svincolato, perciò il 7 luglio 2021 si trasferisce in Qatar al Al-Kharitiyath.

## Statistiche

### Presenze e reti nei club
Statistiche aggiornate al 30 settembre 2020.
| Stagione          | Squadra           | Campionato        | Campionato | Campionato | Coppe nazionali | Coppe nazionali | Coppe nazionali | Coppe continentali | Coppe continentali | Coppe continentali | Altre coppe | Altre coppe | Altre coppe | Totale | Totale |
| Stagione          | Squadra           | Comp              | Pres       | Reti       | Comp            | Pres            | Reti            | Comp               | Pres               | Reti               | Comp        | Pres        | Reti        | Pres   | Reti   |
| ----------------- | ----------------- | ----------------- | ---------- | ---------- | --------------- | --------------- | --------------- | ------------------ | ------------------ | ------------------ | ----------- | ----------- | ----------- | ------ | ------ |
| 2012-2013         | Brescia           | B                 | 17         | 1          | CI              | 0               | 0               | -                  | -                  | -                  | -           | -           | -           | 17     | 1      |
| 2013-gen. 2014    | Juventus          | A                 | 0          | 0          | CI              | 1               | 0               | -                  | -                  | -                  | -           | -           | -           | 1      | 0      |
| gen.-giu. 2014    | Amburgo           | BL                | 3          | 0          | CG              | 1               | 0               | -                  | -                  | -                  | -           | -           | -           | 4      | 0      |
| 2014-2015         | Panathinaikos     | SL                | 13         | 0          | CG              | 3               | 1               | UCL+UEL            | 0+5                | 0                  | -           | -           | -           | 21     | 1      |
| 2015-2016         | PEC Zwolle        | ED                | 26+2       | 4          | CO              | 1               | 0               | -                  | -                  | -                  | -           | -           | -           | 29     | 4      |
| 2016-gen. 2017    | Palermo           | A                 | 2          | 0          | CI              | 1               | 0               | -                  | -                  | -                  | -           | -           | -           | 3      | 0      |
| gen.-giu. 2017    | PEC Zwolle        | ED                | 13         | 0          | CO              | -               | -               | -                  | -                  | -                  | -           | -           | -           | 13     | 0      |
| 2017-gen. 2018    | Leonesa           | SD                | 2          | 0          | CR              | 2               | 0               | -                  | -                  | -                  | -           | -           | -           | 4      | 0      |
| gen.-giu. 2018    | Leeds Utd         | FLC               | 0          | 0          | FACup+CdL       | -               | -               | -                  | -                  | -                  | -           | -           | -           | 0      | 0      |
| ago. 2018         | Leeds Utd         | FLC               | 0          | 0          | FACup+CdL       | 0               | 0               | -                  | -                  | -                  | -           | -           | -           | 0      | 0      |
| ago. 2018-2019    | PEC Zwolle        | ED                | 17         | 0          | CO              | 2               | -               | -                  | -                  | -                  | -           | -           | -           | 19     | 0      |
| Totale PEC Zwolle | Totale PEC Zwolle | Totale PEC Zwolle | 56+2       | 4          |                 | 3               | 0               |                    | -                  | -                  |             | -           | -           | 61     | 4      |
| 2019-2020         | Leeds Utd         | FLC               | 0          | 0          | FACup+CdL       | -               | -               | -                  | -                  | -                  | -           | -           | -           | 0      | 0      |
| 2020-2021         | Leeds Utd         | PL                | 0          | 0          | FACup+CdL       | 0               | 0               | -                  | -                  | -                  | -           | -           | -           | 0      | 0      |
| Totale carriera   | Totale carriera   | Totale carriera   | 95         | 5          |                 | 11              | 1               |                    | 5                  | 0                  |             | -           | -           | 111    | 6      |

## Palmarès

### Competizioni giovanili
- Torneo di Viareggio: 1

Juventus: 2012
- Coppa Italia Primavera: 1

Juventus: 2012-2013

### Competizioni nazionali
- Campionato italiano: 1

Juventus: 2013-2014